# Дзвиняч-Долішній
Дзвиняч Долішній (пол. Dźwiniacz Dolny) — село в Польщі, у гміні Устрики-Долішні Бещадського повіту Підкарпатського воєводства. Колишнє бойківське село. Населення — 221 особа (2011).

## Розташування
Дзвиняч Долішній знаходиться за 5 км на північний захід від адміністративного центру ґміни Устрик-Долішніх і за 75 км на південний схід від адміністративного центру воєводства Ряшева, за 8 км від державного кордону з Україною.

## Історія
У 1772-1918 рр. село було у складі Австро-Угорської монархії, у провінції Королівство Галичини та Володимирії. У 1881 році село належало до Ліського повіту, налічувало 77 будинків і 515 жителів.
У 1919-1939 рр. — у складі Польщі. Село належало до Ліського повіту Львівського воєводства, у 1934-1939 рр. входило до складу ґміни Устрики-Долішні. На 01.01.1939 в селі було 870 жителів, з них 790 українців-грекокатоликів, 30 українців-римокатоликів і 50 євреїв.
З 1939 до 1951 село відносилось до Нижньо-Устрицького району Дрогобицької області. 
У зв'язку з проходженням кордону 12 травня 1946 р. всі мешканці незалежно від національності та віросповідання мали покинути територію села. В той час солтисом села був поляк Михаіл Бжезинський (pol. Michail Brzezinski, herb "Trąby") дальній родич видатного американського політолога Збігнева Бжезинського. Його подальша доля не встановлена, крім того що він залишився на території СРСР. Кордон розділяв село до 1951 р., коли в рамках договору обміну територіями територія села повністю перейшла до Польщі.
У 1975-1998 роках село належало до Кросненського воєводства.

## Демографія
Демографічна структура станом на 31 березня 2011 року:
|          | Загалом | Допрацездатний вік | Працездатний вік | Постпрацездатний вік |
| -------- | ------- | ------------------ | ---------------- | -------------------- |
| Чоловіки | 118     | 25                 | 83               | 10                   |
| Жінки    | 103     | 27                 | 61               | 15                   |
| Разом    | 221     | 52                 | 144              | 25                   |

## Церква
До 1830 р. село мало окрему парафію Устрицького деканату Перемишльської єпархії УГКЦ. В 1830 році парафія була ліквідована, а церква св. М. Параскевії стала філіальною парафії Середниця Ліського деканату.
1880 р. в селі було збудовано нову дерев'яну церкву Преп. М. Параскевії, яка знищена після другої світової війни.
У 1995 р. були розкопані 3 церковні дзвони вагою 50, 90 і 100 кг, заховані на межі з селом Воля Романова перед виселенням. Дзвони передані до греко-католицької церкви в Устриках-Долішніх.

## Постаті
- Срібний Микола (*1927 — †1947) — вояк УПА, вбитий польськими злочинцями в концтаборі Явожно.